# Tersilochinae

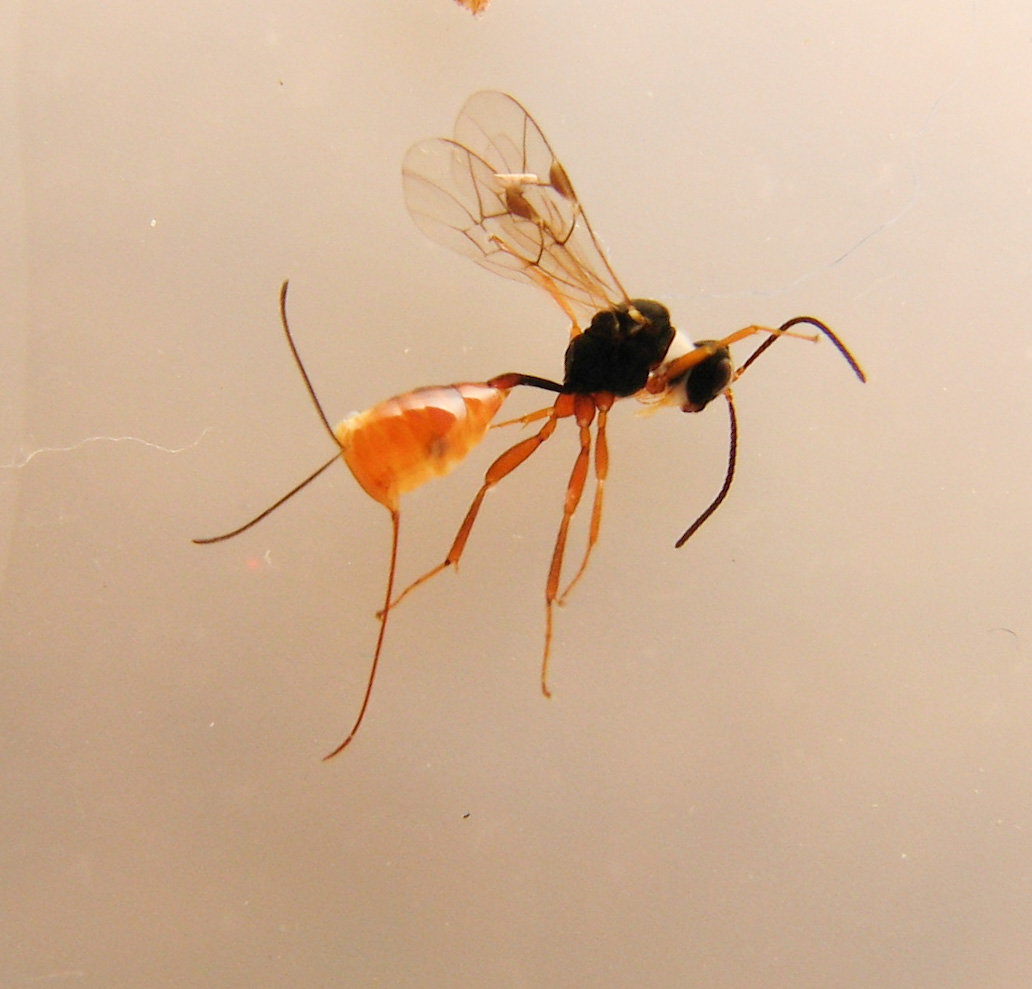
Tersilochinae

Tersilochinae  es una subfamilia con distribución mundial de avispas parasíticas de la familia Ichneumonidae.
Las especies de Tersilochinae son endoparasitoides de larvas de escarabajos, Coleoptera. Aunque también parasitan a un género de Symphyta. Las especies hospedantes incluyen Curculionidae y Chrysomelidae, algunas de las cuales son pestes. Por eso algunas especies de Tersilochinae se usan como controles biológicos (por ejemplo Tersilochus conotracheli parasita a Conotrachelus el gorgojo de las ciruelas). Hay 220 especies en 20 géneros. (Pero Wikispecies enumera 24 géneros).

## Géneros
- Allophroides Horstmann, 1971
- Allophrys Förster, 1869
- Aneuclis Förster, 1869
- Areyonga Gauld, 1984[2]
- Australochus Khalaim, 2004[3][4]
- Barycnemis Förster, 1869
- Ctenophion Horstmann, 2010[5]
- Diaparsis Förster, 1869
- Epistathmus Förster, 1869
- Gelanes Horstmann, 1981
- Heterocola Förster, 1869
- Horstmannoloehus Gauld, 1984[2]
- Labilochus Khalaim, 2017[6]
- Megalochus Khalaim & Broad, 2013[4]
- Meggoleus Townes, 1971
- Palpator Khalaim, 2006
- Petiloehus Gauld, 1984[2]
- Phradis Förster, 1869
- Probles Förster, 1869
- Sathropterus Förster, 1869
- Spinolochus Horstmann, 1971
- Stethantyx Townes, 1971
- Tersilochus Holmgren, 1859
- Zealochus Khalaim, 2004[3]